# متحف إبراهيم الذرمان
متحف إبراهيم الذرمان هو متحف خاص يقع في محافظة الأحساء التابعة لمنطقة الشرقية في المملكة العربية السعودية.

## الموقع
يقع متحف إبراهيم الذرمان في حي الراشدية في مدينة المبرز في الأحساء.

## أقسام المتحف
يحتوي المتحف 7 أقسام.

### مجلس الرجال
يضم قاعة مجلس الرجال أدوات الضيافة، والأسلحة التقليدية مثل السيوف والبنادق.

### قاعة المقتنيات الثمينة
يحتوي علي القرآن، ومخطوطات منذ عام 1171 هـ، وحلي نسائية، وكتب دراسية قديمة.

### قاعات الأخري
يضم المتحف أيضًا قاعة للبيت الأحسائي القديم، وأدوات الفلاح، وقاعة لأدوات الضيافة الخاصة بالحفلات، وقاعة للأجهزة القديمة، وقاعة لغرفة العروسين ومستلزماتها، وقاعة الدكان والمطبخ وقاعة المخطوطات قاعة المقتنيات الصغيرة، ويشمل المتحف بعض الأواني المنزلية، والعملات، والصور، وبعض الألات الموسيقية، والملابس، والأواني الفخرية.

## التاريخ
يعتبر متحف إبرهيم الذرمان أول متحف على مستوى المنطقة الشرقية، حيث أنه أول متحف يفتح أبوابه للزائرين، وطلبة المدارس، وكبار الشخصيات، حيث عمل إبرهيم الذرمان علي جمع مقتنيات متحفة من مختلف المدن، وبعض الدول المجاورة.

## التكلفة
قدرت تكلفة المتحف في عام 2005 بأكثر من مليونَي ريال.